# Mount Francis
Mount Francis ist ein 2610 m hoher Berg im ostantarktischen Viktorialand. Er ragt in den Admiralitätsbergen zwischen dem Tyler- und dem Staircase-Gletscher oberhalb des Tucker-Gletschers auf.
Der United States Geological Survey kartierte ihn anhand eigener Vermessungen und Luftaufnahmen der United States Navy aus den Jahren von 1960 bis 1962. Das Advisory Committee on Antarctic Names benannte ihn 1964 nach Henry Sayles Francis (1902–1994), der bei der National Science Foundation für das internationale Kooperations- und Informationsaustauschprogramm zuständig war und 1958 auf der Station Little America V überwintert hatte.